# مجتبی قلی‌زاد
مجتبی قلی‌زاد (زاده‌ی ۶ فروردین ۱۳۶۹ در تهران) بازیکن باشگاه والیبال سایپا تهران است.
او به همراه تیم ملی والیبال ایران قهرمان مسابقات المپیک کشورهای اسلامی در سال ۲۰۱۳ در کشور اندونزی شد. او به همراه تیم ملی والیبال ایران نایب قهرمان مسابقات AVC Cup آسیا در کشور ویتنام شد. او به همراه تیم ملی والیبال ایران نایب قهرمان مسابقات AVC Cup آسیا در کشور ایران شد.

## افتخارات

### تیم ملی
- قهرمانی مسابقات المپیک کشورهای اسلامی
  - : جاکارتا پالم‌بانگ، اندونزی، ۲۰۱۳
- مسابقات AVC Cup آسیا
  - : تهران، ایران، ۲۰۱۴
- مسابقات AVC Cup آسیا
  - : هانوی، ویتنام، ۲۰۱۲

### باشگاهی
- لیگ برتر والیبال ایران
  - : فصل ۹۴-۱۳۹۳ همراه با تیم والیبال پیکان
  - : فصل ۹۸-۱۳۹۷ همراه با تیم والیبال سایپا
  - : فصل ۹۱-۱۳۹۰ همراه با تیم والیبال سایپا
  - : فصل ۹۰-۱۳۸۹ همراه با تیم والیبال سایپا
  - : فصل ۸۹-۱۳۸۸ همراه با تیم والیبال سایپا